# Salmar
J.R.R. Tolkien történeteiben Salmar egy ainu, a maiák egyike. Alakja A szilmarilok, valamint az Elveszett mesék című posztumusz kiadott művekben bukkan fel. Neve a quenya sala gyökből származik. Képződhet a salma (lant) és a salmë (hárfán játszó) szavakból is.
A szilmarilok szerint Salmar Ulmóval együtt lépett be Eäba, így Ossë és Uinen mellett ő is a víz urát, Ulmót szolgálta. Az elbeszélés szerint Salmar készítette Ulmo kürtjét az Ulumúrit, melynek hangját soha senki el nem felejtheti, ha egyszer hallotta. A kürt hangja felébreszti Arda teremtményeiben a Tenger utáni vágyódást.
Az Elveszett mesék könyvében, vagyis a Szilmarilok világának egy korábbi koncepciójában Salmar-Lirillo Ómar-Amillo ikertestvéreként jelenik meg. Ezekben a történetekben mindketten valák, vagyis a maiáknál magasabb rendű ainuk. Ómar és Salmar együtt a zene valái, Ómar képviseli az éneklést Salmar pedig a hangszeres zenét. Ezt a történetet azonban Tolkien később átírta, elvetette, részeit beépítette a Szilmarilok című művébe.
Lásd még: https://web.archive.org/web/20040504122634/http://valarguild.org/varda/Tolkien/encyc/papers/Salmar.htm